# Michael Wachinger
Michael Wachinger (* 23. Oktober 1868 in München; † nach 1936) war ein deutscher Reichsgerichtsrat.

## Leben
Er war der Sohn eines katholischen Kreisschulinspektors. Nach dem Abitur 1887 am Wilhelmsgymnasium München studierte er Jura in München. Während seines Studiums wurde er Mitglied des AGV München im Sondershäuser Verband. 1891 wurde er Rechtspraktikant am Amtsgericht München II. Ab 1895 war er Hilfsarbeiter im Reichsjustizministerium. 1898 wurde er Amtsrichter am Amtsgericht München II. Zwei Jahre später wurde er II. landgerichtlicher Staatsanwalt im Staatsministerium der Justiz. 1901 wurde er Rat am Landgericht München II. 1904 ernannte man ihn zum Staatsanwalt beim Oberlandesgericht München. Dort wurde er Oberlandesgerichtsrat 1912. Dem Reichsgericht gehörte er vom Jahre 1921 bis zu seinem Ruhestand am 1. Mai 1936 an.

## Werke
- „Der übergesetzliche Notstand in der neuesten Rechtsprechung des Reichsgerichts“, in: August Hegler (Hrsg.): Festgabe für Reinhard von Frank, zum 70. Geburtstag, 16. August 1930, Band 1, S. 469ff.
- „Rechtsschöpferische Rechtsprechung des Reichsgerichts auf materiell-strafrechtlichem Gebiet“, in: Wolfgang Mettgenberg (Hrsg.): Erwin Bumke zum 65. Geburtstage, Berlin 1939.